# 計量特定市
計量特定市（けいりょうとくていし）は、日本の地方公共団体のうち、計量法第10条第2項の規定について定める政令（計量法施行令第4条）により、同法に定められた計量に関する職務を都道府県に代わって行うことができる市のこと（広義）。政令指定都市、中核市、施行時特例市は自動的に計量特定市となるが、それ以外の市町村及び特別区（ただし実例は市のみ）でも政府が特に認めた場合は指定を受けることが可能である。

## 概要
計量特定市は、以下の業務を都道府県に代わって実施することが定められている。
- 適正計量の実施に関する遵守事項の違反者に対する勧告、公表、改善命令
- 商品両目の違反者に対する勧告、公表、改善命令
- 定期検査

1. 非自動はかり、分銅及びおもり
2. 皮革面積計[2]

- 指定定期検査機関の指定
- 適正計量管理事務所の指定に係わる指定検査
- 立入検査

1. 届出製造・修理事業者、計量器の販売事業者、特殊容器、計量器、特定商品の販売事業者（店舗等を中心に主に食料品、日用品等を対象に流通が増える中元期、歳末期に量目、表記等について実施する）等に関する立入検査[3]
2. 指定定期検査機関に関する立入検査

- 計量思想の普及啓発、自主計量管理推進

任意団体として全国特定市計量行政協議会を結成し、情報交換・課題検討等の活動を行っている。

## 計量特定市に指定されている都市
2024年（令和6年）4月1日現在、126市が指定されている。政令指定都市（20市）、中核市（62市）、施行時特例市（23市）以外で指定されている都市は以下の21市である。
- 北海道小樽市
- 北海道室蘭市
- 北海道釧路市
- 北海道帯広市
- 北海道苫小牧市
- 青森県弘前市
- 福島県会津若松市

- 茨城県日立市
- 千葉県市川市
- 千葉県松戸市
- 富山県高岡市
- 長野県上田市
- 長野県岡谷市
- 愛知県半田市

- 愛知県豊川市
- 三重県津市
- 大阪府守口市
- 大阪府門真市
- 兵庫県伊丹市
- 愛媛県今治市
- 愛媛県新居浜市

### 過去の指定自治体
- 福島県白河市 - 新設合併前の（旧）白河市は旧計量法が施行された1952年（昭和27年）に計量特定市へ指定されたが、2000年（平成12年）に指定を返上して業務を県に移管した[4]。